# Maindargi
Maindargi è una città dell'India di 11.754 abitanti, situata nel distretto di Solapur, nello stato federato del Maharashtra. In base al numero di abitanti la città rientra nella classe IV (da 10.000 a 19.999 persone).

## Geografia fisica
La città è situata a 17° 28' 0 N e 76° 17' 60 E e ha un'altitudine di 472 m s.l.m..

## Società

### Evoluzione demografica
Al censimento del 2001 la popolazione di Maindargi assommava a 11.754 persone, delle quali 6.015 maschi e 5.739 femmine. I bambini di età inferiore o uguale ai sei anni assommavano a 1.743, dei quali 914 maschi e 829 femmine. Infine, coloro che erano in grado di saper almeno leggere e scrivere erano 6.831, dei quali 4.190 maschi e 2.641 femmine.